# People Like Us
People Like Us  (“Gente como nosotros”) es el quinto y último álbum de estudio de The Mamas & the Papas lanzado en noviembre de 1971, tres años después de que el grupo se separara oficialmente luego de su último trabajo The Papas & the Mamas.
Este álbum llegó a realizarse debido a las obligaciones contractuales de sus antiguos miembros con Dunhill Records. Sin embargo, el disco tuvo un éxito muy discreto en listas, alcanzando sólo el N.º 84 en el Billboard Pop Albums, siendo por lo tanto, el menos apreciado de su corta discografía.
"Step Out" fue el único sencillo extraído del disco. Como lado B, se incluyó "Shooting Star". El tema alcanzó el puesto N.º 81 en el Billboard Hot 100, el ingreso final para la banda en esa lista.

## Historia
El grupo originalmente había firmado con la etiqueta Dunhill Records, en ese entonces propiedad de su productor, Lou Adler. No obstante, en 1971, el distribuidor de Dunhill, ABC Records, compró la discográfica  y descubrió una cláusula en el contrato original. De acuerdo a lo firmado, The Mamas & The Papas tenía que producir un álbum más o de lo contrario, incurriría en un incumplimiento contractual y estarían sujetos a posibles demandas millonarias, así que acordaron realizarlo. 
Mientras que el disco tiene algunas canciones memorables, en general se ha considerado una decepción por los fans y críticos, en vista del poco interés que demostraron los músicos en su elaboración. Por ese motivo, no se vendió bien en su lanzamiento.
Fue producido por John Phillips. Michelle Phillips, dijo más adelante en una línea de nota -incluida en un  CD recopilatorio de la banda-  que el álbum "sonaba como lo que era,  cuatro personas que tratan de evitar una demanda".
Todas las canciones excepto "I Wanna Be a Star" (escrita por Michelle Phillips) fueron compuestas por John Phillips, por lo que People Like Us es el único álbum de The Mamas & The Papas totalmente auto-escrito y producido por él mismo. Algunas de las letras se refieren al romance de John  en ese tiempo con la actriz Genevieve Waite, con quien se casó en 1972.
Incluye temas como " Pearl", un homenaje a la fallecida cantante Janis Joplin, el sencillo "Step Out", y la canción que da título al disco "People Like Us", que a su vez era la última canción del grupo jamás grabada. 
Debido a los informes de una enfermedad de Cass Elliot  durante las sesiones de grabación, las voces de mayor peso son manejadas por Denny Doherty y Michelle Phillips. Al mismo tiempo, Elliot está presente y audible en sólo algunas pistas. En general, y contrario a la habitual, Mama Cass no ocupó un lugar destacado en este álbum y es uno de sus aspectos más cuestionados.
People Like Us fue reeditado por MCA Records y Geffen Records.

## Lista de canciones

### Lado  A
1. "People Like Us" – 3:25
2. "Pacific Coast Highway" – 3:04
3. "Snowqueen of Texas" – 2:37
4. "Shooting Star" – 2:54
5. "Step Out" – 3:03
6. "Lady Genevieve" – 3:48

### Lado  B
1. "No Dough" – 3:05
2. "European Blueboy" – 3:39
3. "Pearl" – 2:24
4. "I Wanna Be a Star" – 2:17
5. "Grasshopper" – 2:57
6. "Blueberries for Breakfast" – 2:59

## Personal
- Denny Doherty – vocales
- Cass Elliot – vocales
- John Phillips – vocales, guitarra
- Michelle Phillips – vocales
- Gary Coleman – batería, pandereta, campanass, vibráfono, shaker
- Ed Greene – batería
- Bobbye Hall – conga, pandereta, shaker, cabasa
- Jim Horn – flauta, saxofón
- Clarence McDonald – teclados
- Tony Newton – bajo
- Earl Palmer – batería
- Donald Peake – guitarra
- Joe Sample – teclados
- Louie Shelton – guitarra
- David T. Walker – guitarra

- Datos: Q3374994